# Hannes Oberpriller
Hannes Oberpriller (* 3. Januar 1957 in Garmisch-Partenkirchen) ist ein deutscher Sportschütze.
Oberpriller wurde zweimal Weltmeister mit dem Vorderlader und stellte einen Weltrekord auf.

## Leben
Der Sohn des Schreinermeisters Albert Oberpriller und der Schneiderin Marianne Oberpriller wuchs in bürgerlichen Verhältnissen in Obergrainau auf. Oberpriller begann im Alter von acht Jahren mit dem Schießsport. Nach seinem Wirtschaftschulabschluss an der Dr. Leopold-Schule in Garmisch-Partenkirchen trat er eine Lehre zum Versicherungskaufmann an.

## Disziplinen
- Luftgewehr
- Luftpistole
- Steinschlossgewehr
- Steinschlosspistole
- Perkussionsgewehr
- Perkussionspistole
- Muskete
- Lunte

## Erfolge
| Veranstaltung       | Jahr | Ort                 | Platz | Disziplin                               |
| ------------------- | ---- | ------------------- | ----- | --------------------------------------- |
| Weltmeisterschaft   | 2004 | Batesville, USA     | 1.    | Vorderlader Nagashino                   |
| Weltmeisterschaft   | 2004 | Batesville, USA     | 2.    | Vorderlader Miquelet (Original)         |
| Weltmeisterschaft   | 2004 | Batesville, USA     | 2.    | Vorderlader Miquelet (Original)         |
| Weltmeisterschaft   | 2004 | Batesville, USA     | 4.    | Vorderlader Tanegashima (Replika)       |
| Weltmeisterschaft   | 2004 | Batesville, USA     | 4.    | Vorderlader Tanegashima (Replika)       |
| Weltmeisterschaft   | 2004 | Batesville, USA     | 5.    | Vorderlader Sugawa (Replika)            |
| Weltmeisterschaft   | 2004 | Batesville, USA     | 5.    | Vorderlader Sugawa (Replika)            |
| Weltmeisterschaft   | 2004 | Batesville, USA     | 7.    | Vorderlader Hizadai (Replika)           |
| Weltmeisterschaft   | 2004 | Batesville, USA     | 7.    | Vorderlader Hizadai (Replika)           |
| Weltmeisterschaft   | 2004 | Batesville, USA     | 8.    | Vorderlader Pedersoli                   |
| Weltmeisterschaft   | 2004 | Batesville, USA     | 8.    | Vorderlader Pedersoli                   |
| Weltmeisterschaft   | 2004 | Batesville, USA     | 9.    | Vorderlader Vetterli (Original)         |
| Weltmeisterschaft   | 2004 | Batesville, USA     | 9.    | Vorderlader Vetterli (Original)         |
| Weltmeisterschaft   | 2002 | Lucca, ITA          | 1.    | Vorderlader Vetterli (Original)         |
| Weltmeisterschaft   | 2002 | Lucca, ITA          | 2.    | Vorderlader Pforzheim                   |
| Obb. Meisterschaft  | 2000 | Moosburg, GER       | 1.    | Steinschlosspistole (Mannschaft)        |
| Dt. Meisterschaft   | 2001 | Pforzheim, GER      | 3.    | Muskete                                 |
| Bayr. Meisterschaft | 2001 | Bamberg, GER        | 2.    | Muskete                                 |
| Bayr. Meisterschaft | 2001 | Bamberg, GER        | 3.    | Steinschlossgewehr                      |
| Deutschland-Cup     | 2001 | NRW, GER            | 1.    | Steinschlossgewehr (Mannschaft)         |
| Deutschland-Cup     | 2001 | NRW, GER            | 3.    | Muskete (Mannschaft)                    |
| Obb. Meisterschaft  | 2001 | Moosburg, GER       | 2.    | Perkussionsgewehr (Mannschaft)          |
| Obb. Meisterschaft  | 2001 | Moosburg, GER       | 3.    | Steinschlossgewehr                      |
| Obb. Meisterschaft  | 2000 | Moosburg, GER       | 1.    | Steinschlossgewehr (neuer Obb. Rekord)  |
| Obb. Meisterschaft  | 2000 | Moosburg, GER       | 1.    | Steinschlosspistole (neuer Obb. Rekord) |
| Obb. Meisterschaft  | 1999 | Moosburg, GER       | 2.    | Perkussionsrevolver                     |
| Obb. Meisterschaft  | 1999 | Moosburg, GER       | 3.    | Perkussionsgewehr (Mannschaft)          |
| Bayr. Meisterschaft | 1998 | Bamberg, GER        | 2.    | Steinschlossgewehr                      |
| Obb. Meisterschaft  | 1998 | Moosburg, GER       | 3.    | Perkussionsrevolver                     |
| Obb. Meisterschaft  | 1996 | Moosburg, GER       | 1.    | Steinschlossgewehr                      |
| Obb. Meisterschaft  | 1995 | Moosburg, GER       | 1.    | Steinschlossgewehr                      |
| Länderkampf         | 1995 | Bayern, GER         | 1.    | Steinschlossgewehr                      |
| Obb. Meisterschaft  | 1994 | Moosburg, GER       | 1.    | Steinschlossgewehr                      |
| Obb. Meisterschaft  | 1994 | Moosburg, GER       | 1.    | Perkussionsgewehr                       |
| Obb. Meisterschaft  | 1994 | Moosburg, GER       | 1.    | Steinschlosspistole                     |
| Länderkampf         | 1994 | Bayern, GER         | 1.    | Perkussionsgewehr                       |
| Länderkampf         | 1994 | Bayern, GER         | 2.    | Steinschlosspistole                     |
| Obb. Meisterschaft  | 1992 | Moosburg, GER       | 2.    | Freies Gewehr                           |
| Schützenkönig       | 1992 | Grainau, GER        | 1.    | Luftgewehr                              |
| Obb. Meisterschaft  | 1990 | Moosburg, GER       | 2.    | Perkussionspistole                      |
| Obb. Meisterschaft  | 1990 | Moosburg, GER       | 3.    | Perkussionsgewehr                       |
| Gauschützenkönig    | 1988 | Gau Werdenfels, GER | 1.    | Luftgewehr                              |
| Gaumeister          | 1984 | Schongau, GER       | 1.    | Perkussionsgewehr                       |
| Gauschießen         | 1981 | Partenkirchen, GER  | 1.    | Luftgewehr                              |

## Auszeichnungen
16-fache Auszeichnung des Deutschen Schützenbundes in Gold